# 圖萊普勒省
6°35′N 8°25′W / 6.583°N 8.417°W

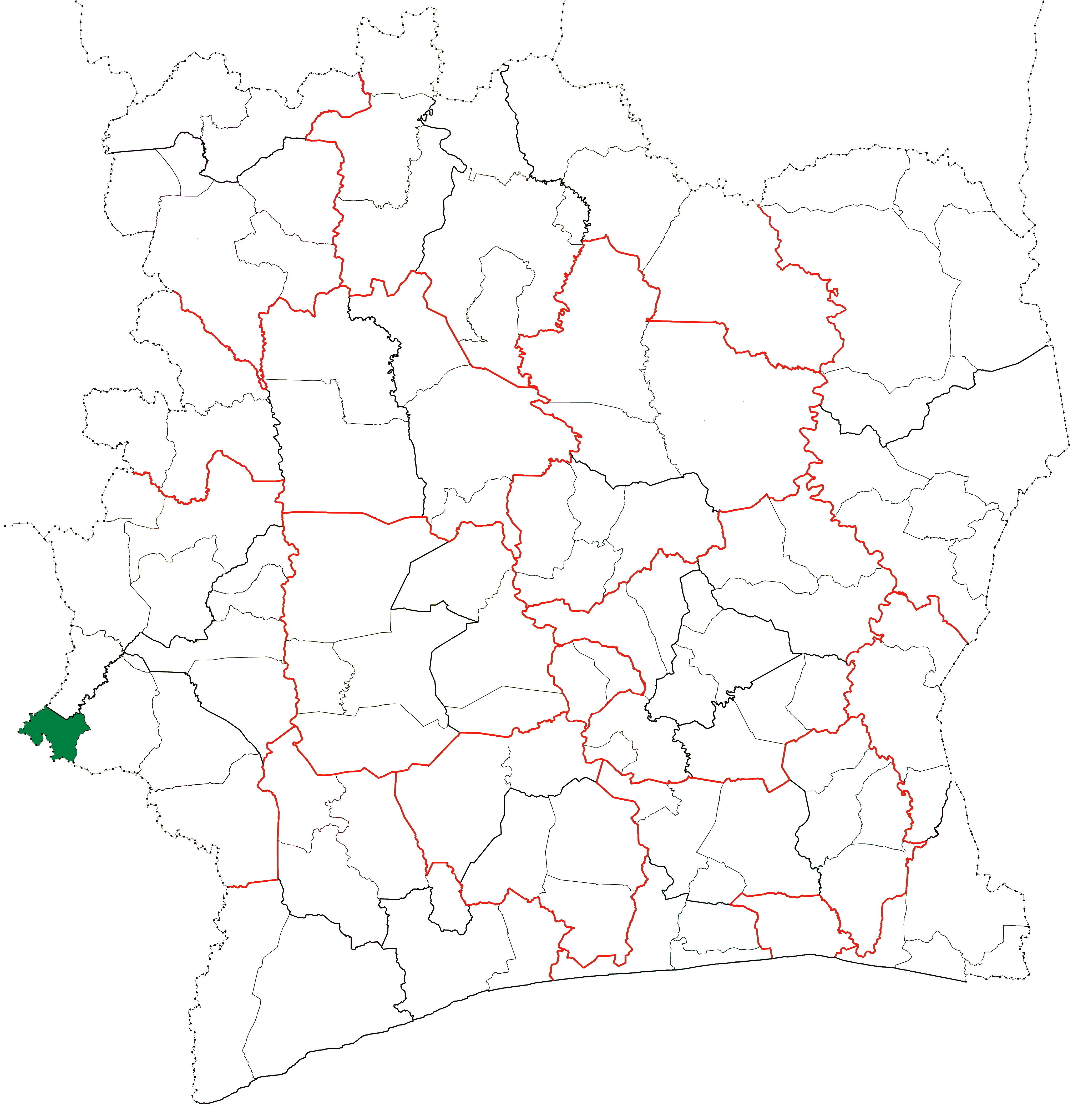

圖萊普勒省（Toulépleu Department），是科特迪瓦的省份，位於該國西部山地區，由卡瓦利大區負責管轄，成立於1998年，面積812平方公里，2014年人口56,992，人口密度每平方公里70人。